# Edward Moran (1829–1901)
Edward Moran (ur. 1829, zm. 1901) – amerykański malarz pochodzenia brytyjskiego.
Wyemigrował wraz z rodziną do USA w wieku 15 lat, zamieszkał w Filadelfii, gdzie nauczył się od ojca zawodu tkacza. Był następnie uczniem Jamesa Hamiltona i Paula Webera. W 1862 roku został uczniem w Royal Academy of Arts w Londynie. W późniejszym okresie założył pracownię w Nowym Jorku (1872), a od 1877 roku przez wiele lat żył w Paryżu. W swej twórczości malarskiej zajmował się marynistyką, tworzył też obrazy poświęcone historii żeglarstwa w Ameryce. Namalował cykl obrazów obejmujący okres od czasów Leifa Erikssona do wyprawy George’a Deweya z Filipin w 1899 roku.
Jego synowie Edward Percy i Leon oraz bracia Peter i Thomas byli także uznanymi artystami.